# 1933 год в истории метрополитена
В этой статье перечисляются основные  события из истории метрополитенов в 1933 году. Полужирным шрифтом выделены открытия новых транспортных систем.

## События
- 1 февраля — на линии Восьмое авеню Нью-Йоркского метрополитена открыты станции: «Broadway-Nassau Street» (ныне «Фултон-стрит») и «Jay Street-Borough Hall» (ныне «Джей-стрит — Метротек»).
- 20 мая — открыт Осакский метрополитен.
- 24 июня — на линии Восьмое авеню Нью-Йоркского метрополитена открыты станция «High Street-Brooklyn Bridge».
- 30 сентября — открыта система скоростного трамвая Сёдертуннелн в Стокгольме, которая 1 октября 1950 года была перестроена в метро. Станции: Слуссен, Медборгарплатсен, Сканстулл.
- Проект Ленинградского метрополитена разработан в ЛНИИКХе. Предусматривалось сооружение трёх линий.